# آرثر بون
آرثر بون (بالإنجليزية: Arthur Bohn)‏ هو مهندس معماري أمريكي، ولد في 9 أغسطس 1861، وتوفي في 13 يناير 1948 في إنديانابوليس في الولايات المتحدة.